# Dj Beatnik
DJ Beatnik er navnet på en odenseansk DJ og musikproducer som også går under det borgerlige navn Askan Thomas Thygesen. DJ Beatnik har fungeret som producer og DJ i en lang række år, og har i den tid produceret for Tha Usual Suspectz, Sp-K, TJ og mange flere. Han fungere fast som DJ hos Cafe Kræz og Alibi i Odense, og er hus DJ for rapgruppen Fler Farver og rapperen Bare Endnu En Mathies. 
Til GetDown 2009 i store VEGA hvor der blev holdt Dm I Mix kom DJ Beatnik på en andenplads hvor han slog DJ Needlesplit men sejren gik til DJ Credit. I øjeblikket fungerer DJ Beatnik, som elementet SCRATCH/TURNTABLSIM i gruppen Genlyd

## ATMC
Før DJ Beatnik for alvor blev aktiv i DJ miljøet var han som rapper og producer medlem af rapgruppen ATMC sammen med Mendez. Gruppen nåede aldrig berømmelse, men havde et mindre odenseansk hit ved navn "Jungle Weed" som bl.a. blev spillet på Arkaden.

## Refrencer
1. ↑  Genlyd på Myspace